# Chapelle Saint-Jean de Garguier
Pour les articles homonymes, voir Chapelle Saint-Jean et Garguier.
La chapelle Saint-Jean de Garguier, est une chapelle sise sur la commune de Gémenos, canton d'Aubagne dans les Bouches-du-Rhône, en Provence. Une maison d'accueil de groupes jouxte la chapelle.

## Historique
C'est lors de la création de Massalia (Marseille) aux environs de -600, que les Phocéens implantent des vignobles dans des lieux proches de leur cité. Ce qui a été confirmé par la découverte des premiers vignobles hellénistiques à Saint-Jean-de-Garguier.
Durant l'Antiquité, une villa gallo-romaine, « Gargarius », était implantée sur le site. C'est au Ve siècle que le lieu devient une paroisse, centre religieux, et brièvement, évêché. Il fut, ensuite, rattaché à l'Abbaye de Saint-Pons de Gémenos,.
Il fut vendu aux enchères à la Révolution, puis, en 1952, son propriétaire le lègue au diocèse de Marseille. Il est finalement restauré dans les années 2000.
De nos jours, une maison de pèlerinage est associée à la chapelle,.

## Architecture
Le site est composé d'une chapelle, construite en 1646, et un prieuré, de quatre ailes bâties autour d'une cour. 

### Chapelle
La chapelle est ornée de nombreux tableaux, statues et ex-voto : 25 objets sont protégés au titre de patrimoine. Certains d'entre eux datent du XVIe siècle. La chapelle est inscrite au titre des monuments historiques, depuis le 13 juillet 1927.

### Prieuré
Le prieuré a été construit au XVIIe siècle .

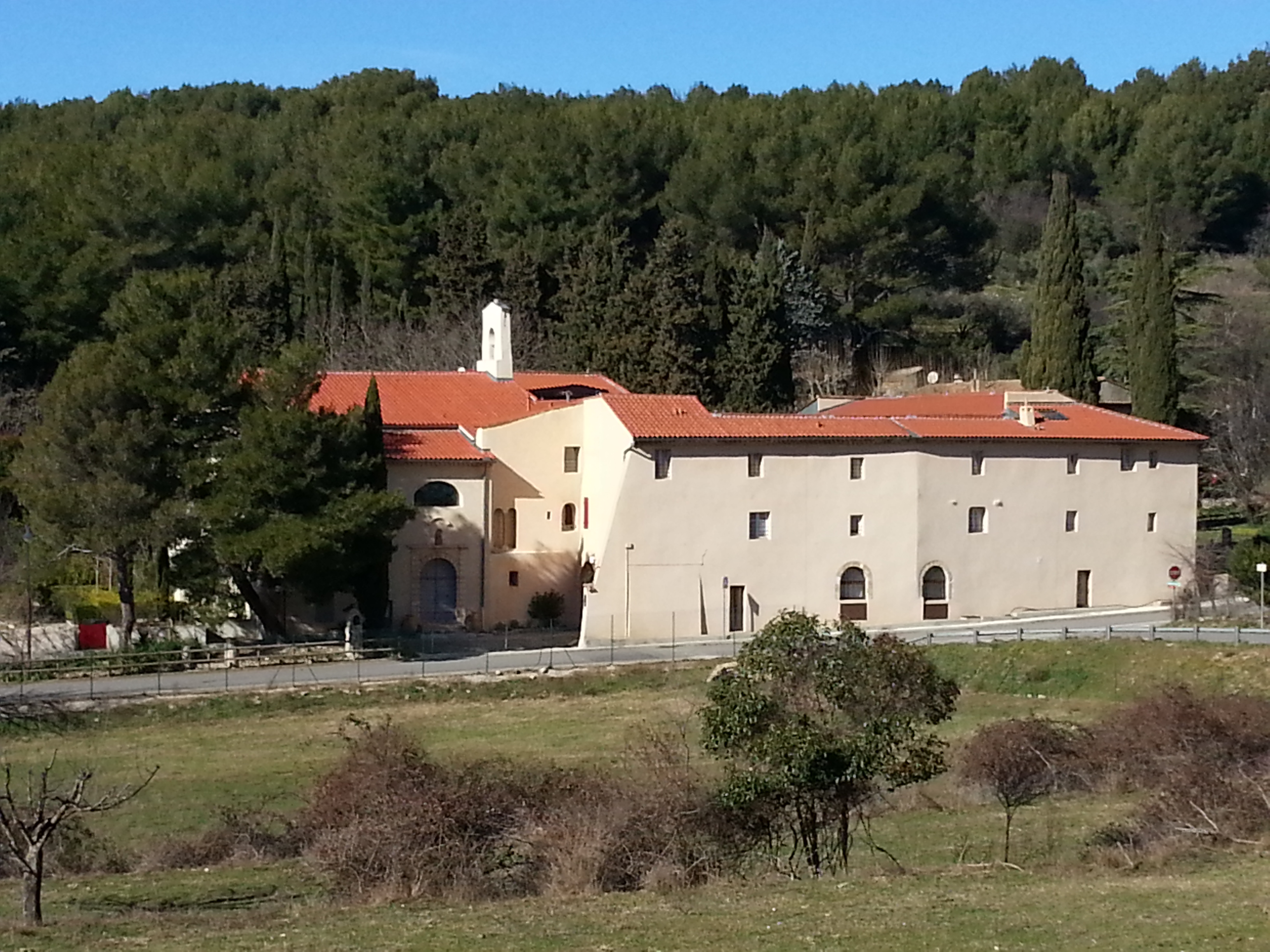
Vue d'ensemble du prieuré et de l'entrée de la chapelle.
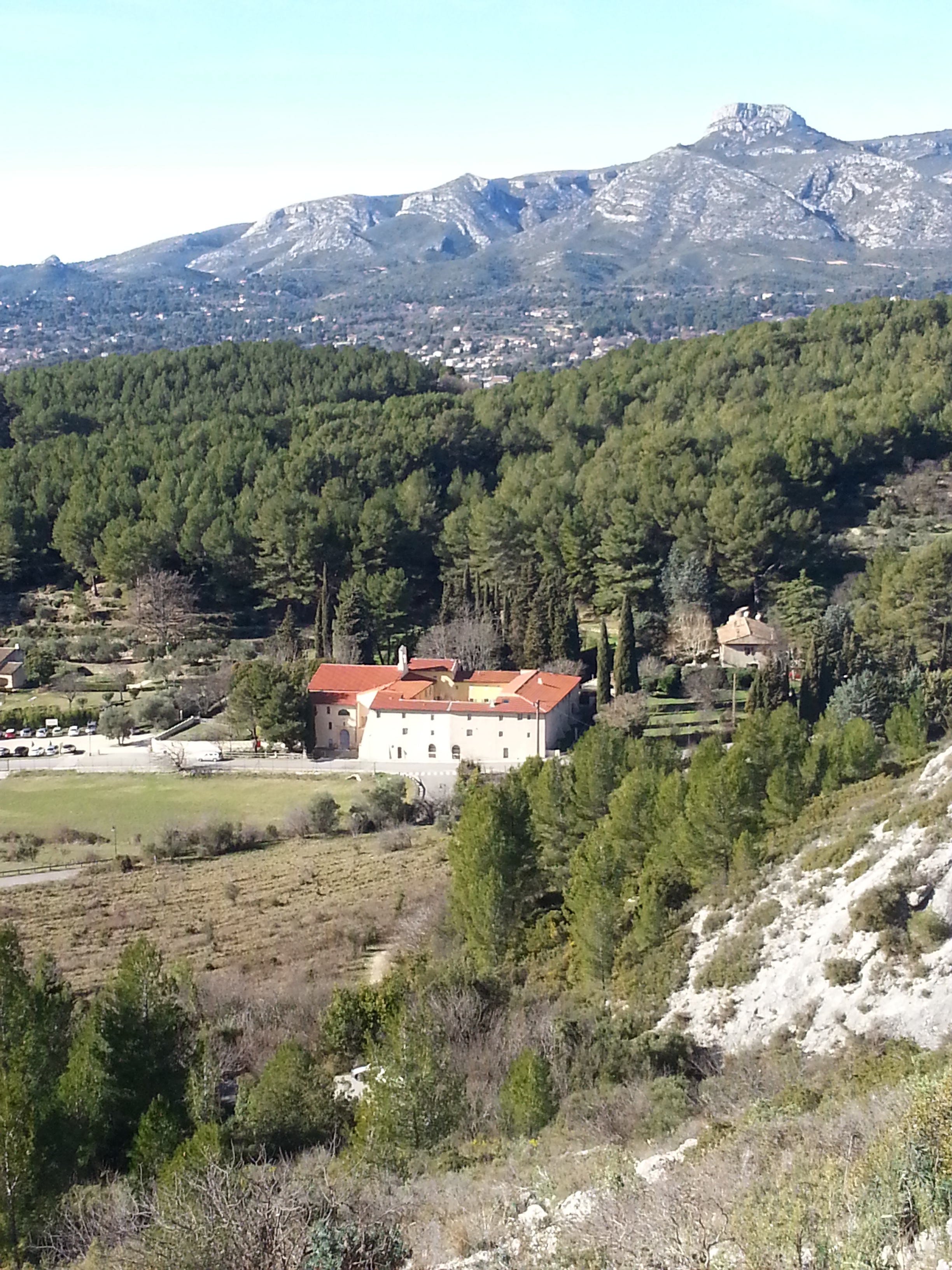
Vue du prieuré sous le Garlaban.